# Karl Hähnle
Karl Hähnle (* 10. April 1888 in Giengen an der Brenz; † 24. März 1918 bei Étricourt) war ein deutscher Klassischer Archäologe und Gymnasiallehrer.

## Leben
1897 bis 1907 besuchte Hähnle das Eberhard-Ludwigs-Gymnasium in Stuttgart und studierte von 1907 bis 1911 Klassische Philologie und Klassische Archäologie an der Universität Tübingen. In Tübingen wurde er Mitglied der Studentenverbindung Normannia. 1911 und 1912 legte er die Staatsexamen für den höheren Schuldienst ab. 1912 und 1913 nahm er unter Friedrich Koepp an den Ausgrabungen in Haltern teil und bearbeitete dort die Keramikfunde. Im Winter 1913/14 konnte er eine Studienreise nach Italien unternehmen zum Studium der Terra Sigillata, insbesondere auch in Arezzo selbst. Am 17. Dezember 1914 wurde er in Tübingen bei Ferdinand Noack mit der Arbeit Arretinische Reliefkeramik. Ein Beitrag zur Geschichte des antiken Kunstgewerbes promoviert. Danach war er zunächst als wissenschaftlicher Hilfslehrer am Reformrealgymnasium in Stuttgart tätig, von 1915 bis 1917 als Gymnasiallehrer in Öhringen. Hähnle war für die Grabungsleitung in Haltern vorgesehen, fiel aber noch 1918 in Frankreich. Das von ihm gesammelte Material verwendete Hans Dragendorff für sein Buch Arretinische Reliefkeramik (herausgegeben von Carl Watzinger, Tübingen 1948).

## Veröffentlichungen
- Ausgrabungen bei Haltern. 2. Die keramischen Funde der Jahre 1908 bis 1910, in: Mitteilungen der Altertums-Kommission für Westfalen 6, 1912, S. 35–66
- Ausgrabungen bei Haltern. 3. Die Reliefkelche aus Haltern, in: Mitteilungen der Altertums-Kommission für Westfalen 6, 1912, S. 69–100
- mit Sebastian Wenz: Führer durch die Sammlung römischer Altertümer im Museum zu Haltern in Westfalen. Haltern 1913
- Westfälische Altertumssammlungen, in: Westfalen 5, 1913, S. 69–73
- Arretinische Reliefkeramik. Ein Beitrag zur Geschichte des antiken Kunstgewerbes. Stuttgart 1915 (Teildruck der Dissertation)